# Дискриминация мужчин
Дискримина́ция мужчи́н — негативное отношение (включая любое поведение или действие) по признаку пола или гендера, приводящее к неблагоприятному положению мужчин, которое, как и дискриминация женщин, вызвано идеологией и практикой сексизма. При этом из-за культурной предвзятости по отношению к мужчинам дискриминация женщин воспринимается в западном обществе как более неприемлемая, чем дискриминация мужчин. Мужчины подвергаются дискриминации и индивидуально, и как социальная группа.
Дискриминация мужчин рассматривается в мужских исследованиях, в которых существуют разные точки зрения о её причинах и природе. Иногда для обозначения дискриминации мужчин и антимужских предубеждений используется термин «обратный сексизм», однако многие гендерные исследователи не считают дискриминацию мужчин обратным сексизмом или обратной дискриминацией.
Проявлениями дискриминации мужчин могут выступать: наличие воинской обязанности и воинского учёта исключительно для мужчин, высокая и ранняя по сравнению с женщинами смертность, более высокий возраст при выходе на пенсию для мужчин, различное восприятие насилия над мужчинами и женщинами в зависимости от пола жертвы и предвзятость в отношении мужчин, дискриминация в сфере труда, дискриминация при назначении опеки над детьми, дискриминация в уголовном и уголовно-исполнительном праве, дискриминация в учёбе, дискриминация гомосексуальных и трансгендерных мужчин, позитивная дискриминация. Против дискриминации мужчин выступают как маскулисты и маскулинисты, так и многие феминистки.

## Оценки масштаба и причины дискриминации мужчин
Масштабы дискриминации мужчин в современном мире являются предметом дискуссий в научной среде.
В исследовании, опубликованном в 2019 году, учёные Гийсберт Стоут и Дэвид Гири раскритиковали существующий показатель глобального гендерного разрыва, заявив, что при его составлении часто не учитывались ситуации, которые непропорционально влияют на мужчин и мальчиков. К числу этих ситуаций относятся: получение мужчинами более суровых наказаний по сравнению с женщинами за те же преступления, непропорционально большая представленность бездомных и заключенных мужчин, обязательная военная служба (в настоящем или существовавшая исторически), более высокий уровень самоубийств, более высокий уровень насилия, злоупотребление наркотиками и алкоголем, большее число смертей на месте занятости, низкая успеваемость в сфере образования, непропорционально большая представленность на опасных работах, более высокий уровень физического насилия, более высокий возраст выхода на пенсию во многих странах мира. Исследователи заявили, что из-за того, что женщины и мужчины могут подвергаться дискриминации множеством путей, практически невозможно достигнуть консенсуса по поводу методов измерения и относительного веса всех показателей дискриминации. Даже если бы такой консенсус был достигнут, нужные переменные были бы измерены лишь в немногих странах мира.
Учёные пришли к выводу, что хотя очень трудно определить, в какой степени мужчины и женщины находятся в неблагоприятном положении в каком-либо конкретном аспекте жизни, общая оценка удовлетворенности жизнью, вероятно, отражает сочетание преимуществ и недостатков, с которыми они столкнулись. Они составили свой индекс, в котором измерялась возможность людей разного пола прожить долгую, здоровую и счастливую жизнь и получить хорошее образование. Исследователи пришли к выводу, что в странах с малым уровнем ИЧР женщины живут хуже мужчин, а в странах со средним и высоким ИЧР мужчины находятся в худшем положении, чем женщины. В результате по их данным в 91 (68 %) из 134 изученных стран мужчины находились в более неблагоприятном положении, чем женщины.
При этом они отмечают, что их индекс не должен заменить показатель глобального гендерного разрыва, а скорее дополнить его, ведь последний лучше отражает степень эмансипации женщин, например их участие в политической и финансовой жизни.
Гендерные исследователи из университета Макгилла Пол Натансон и Кэтрин Янг отмечают, что к настоящему времени дискриминация мужчин настолько широко институционализирована, что её лучше всего охарактеризовать как системную и характерную для правовой системы в целом. Янг и Натансон утверждают, что гиноцентристское мировоззрение, распространённое как и в праве, так и в институциональной политике, привело к игнорированию проблем и потребностей мужчин. Социолог Паси Малми, обобщая исследования по теории ролей и мужские исследования, характеризует дискриминацию мужчин как преимущественно структурную дискриминацию, которая вызвана сексистской гендерной системой индустриальных обществ, не позволяющей мужчинам добиться реального равенства с женщинами. В случае структурной дискриминации члены дискриминируемой группы оказываются в неблагоприятном положении из-за структурных факторов, таких как гендерные роли, социальные нормы, структуры власти, язык, совокупный выбор и действия членов общества. При структурной дискриминации не существует четко идентифицируемого субъекта дискриминации, вместо этого в качестве такового обычно выступает некая коллективная сущность — общество, рынок, средства массовой информации.
Социолог Эйстейн Холтер характеризует положение мужчин в гендерной иерархии скорее как смешанное, но не как чисто доминирующее, поэтому как патриархальный дивиденд, так и издержки мужчин могут варьироваться (в то время во многих регионах мира более горизонтальные и демократические гендерные системы постепенно заменяют патриархат, особенно в Северной Европе по сравнению с Южной и на Западе по сравнению с Востоком). Как указывает социолог Фред Пинкус, мужчины могут сталкиваться с преднамеренной дискриминацией, хотя при этом женщины находятся в менее благоприятном положении, чем мужчины. Также Пинкус полагает, что такие случаи дискриминации мужчин не имеют ничего общего с позитивной дискриминацией. Психолог Франческа Манци отмечает, что поскольку мужчины, в отличие от женщин, не являются типичным объектом дискриминации, дискриминация мужчин обнаруживается труднее; к тому же оценки масштаба явления могут зависеть от разночтений при определении термина «дискриминация». По её словам, на непризнание ряда неблагоприятных ситуаций дискриминацией могут влиять традиционные гендерные установки, которые запрещают мужчинам традиционно-фемининное поведение.
Исследователи в сфере социальной справедливости Камден Странк и Лесли Локк утверждают, что цисгендерные мужчины могут испытывать дискриминацию по признаку пола, но она не является сексизмом из-за несистемного характера (в отличие от трансгендерных мужчин, которые испытывают сексизм). В то же время исследователи подросткового возраста Кэмпбелл Липер и Бренда Гутьеррес утверждают, что гендерно-неконформные цисгендерные гетеросексуальные мужчины и мальчики, наряду с женщинами и девочками, сексуальными и гендерными меньшинствами входят в число основных групп, на которых сексизм оказывает наиболее негативное влияние. Также они полагают, что сексизм может негативно влиять и на цисгендерных гетеросексуальных гендерно-конформных мужчин. Юрист Мэри Беккер пишет, что мужчины, не будучи угнетённой группой в патриархате, однако же могут сталкиваться с дискриминацией по признаку пола из-за патриархата. Британский ученый Ричард Ривз в своей книге «Of Boys and Men» пишет, что, хотя дискриминация в отношении мужчин существует, она не является намеренной. Он отмечает, что это явление было вызвано «структурными изменениями в экономике и культуре в целом, а также недостатками нашей системы образования».
Как отмечает социолог Дэвид Ньюман, предубеждения и дискриминация в отношении мужчин занимают в обществе совершенно иное место, чем предубеждения и дискриминация в отношении женщин: исторически укоренённая система патриархата позволяет мужчинам подчинять женщин через социальные практики, а иногда и посредством законов, защищая свои интересы и привилегии.
В России мужчины подают жалобы на гендерную дискриминацию в Конституционный суд значительно чаще женщин (в 85 % случаев). Как отмечает юрист Ольга Подоплелова, Конституционный суд регулярно ориентируется на гендерные стереотипы в делах о гендерной дискриминации, причём гендерные стереотипы в отношении женщин используются в том числе для обоснования дискриминации мужчин.

## Призыв в армию
Противники дискриминации в отношении мужчин критикуют воинскую обязанность исключительно для мужчин как сексистскую. При этом существующие индексы гендерного равенства не учитывают
гендерно обусловленный обязательный призыв в мирное время для мужчин. Также некоторые феминистские организации, не осуждая призыв только для мужчин, выступают против распространения воинской обязанности на женщин: так, Норвежская ассоциация за права женщин утверждала, что «[мужчины и женщины] не обязательно должны рассматриваться одинаково во всех ситуациях». В то же время радикальная феминистка Кэтрин Маккиннон признаёт призыв только для мужчин дискриминирующим их и характеризует его как глубоко анти-мужское явление. Воинскую обязанность как дискриминационную для мужчин рассматривали также советские и российские феминистки.
Воинский учёт только для мужчин в США — это один из примеров, который гендерный исследователь Уоррен Фаррелл использует для иллюстрации мужского бесправия. Он пишет, что если бы какая-либо другая группа (примеры, которые он перечисляет, — евреи, афроамериканцы и женщины) была бы выбрана на основе их характеристик при рождении, чтобы стать единственной группой, для которой требовалось бы регистрироваться на потенциальную смерть, то общество назвало бы это антисемитизмом, расизмом или сексизмом. Мужчины, по его словам, впитывают в ходе социализации представления о воинской обязанности для мужчин как о пути к «славе» и «власти», и в результате не рассматривают это как дискриминацию.
В 1981 году Верховный суд США по делу Rostker v. Goldberg признал конституционной практику воинского учёта лишь мужской части населения страны, аргументировав это тем, что женщины не могли служить на должностях, связанных с непосредственным участием в боевых действиях. Однако в 2015 году Пентагон снял все ограничения на военную службу для женщин. В связи с этим Национальная коалиция за права мужчин подала иск о неконституционности воинского учёта, направленного только на мужчин, посчитав эту практику дискриминирующей: мужчинам, которые не регистрируются в американской системе воинского учёта в возрасте 18 лет, может быть отказано в государственных льготах, таких как трудоустройство в федеральные организации и студенческие ссуды. В результате 22 февраля 2019 года федеральный суд в Техасе согласился с правозащитниками, признав нынешнюю систему воинского учёта в США неконституционной. Однако это решение было отменено 5-м окружным апелляционным судом. Затем ходатайство о пересмотре было подано в Верховный суд США. В июне 2021 года Верховный суд США отказался пересматривать решение апелляционного суда.
Во время российско-украинского конфликта в 2022 году власти Украины в целях мобилизации мужчин запретили мужчинам от 18 до 60 лет покидать страну до окончания военных действий, что является дискриминацией мужчин по признаку пола и нарушением прав человека. Не менее дискриминационной для мужчин является и частичная мобилизация в России, поскольку вынуждает их рисковать своей жизнью и здоровьем и убивать других людей вне зависимости от их взглядов; при этом мужчины, которые бежали от мобилизации в России, даже не признаются другими странами беженцами.

## Насилие в отношении мужчин

### Домашнее насилие

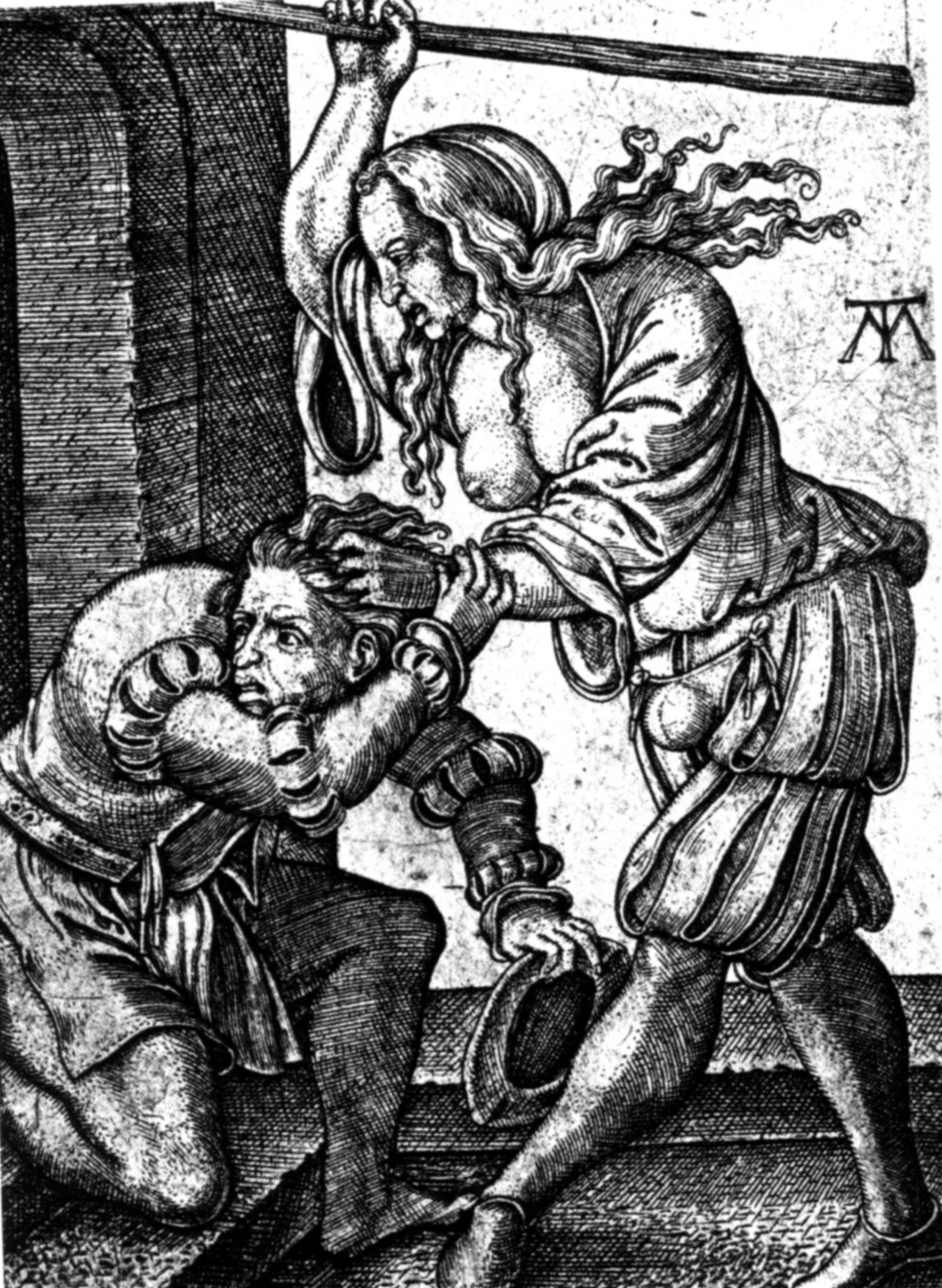
«Женщина, бьющая мужа», Альбрехт Дюрер

Домашнее насилие в отношении мужчин включает физические, эмоциональные и сексуальные формы насилия, включая взаимное насилие. Мужчинам-жертвам домашнего насилия могут неохотно оказывать помощь по различным причинам. В одном из исследований выяснилось, что женщины, которые напали на своих партнёров-мужчин, с большей вероятностью избегали ареста, даже когда мужчина обращался в полицию, и обнаружилось, что «полиция с малой степенью вероятности арестовывает женщин, которые нападают на своих партнёров-мужчин». Причина в том, что полицейские «предполагают, что мужчина может себя защитить от своего партнёра-женщины и что насилие со стороны женщины не опасно, если она не нападает на кого-то, кроме своего партнёра». Сотрудники правоохранительных органов могут рассматривать женщин, совершивших насилие в интимной сфере, скорее как жертв, чем как преступников.
По данным мета-анализа 55 исследований из 36 стран за 1994—2014 годы, который был посвящён гендерным различиям среди жертв домашнего насилия, в семьях и сожительствах жертвами чаще становятся женщины, а мужчины чаще сталкиваются с насилием в отношениях, состоящих из свиданий. Хотя рассмотренным исследованиям присущи некоторые ограничения, авторы делают вывод, что результаты обзора подтверждают теорию гендерной симметрии домашнего насилия. Они отмечают, что из-за гендерных стереотипов общество склонно рассматривать женщин-жертв как более важных, чем мужчин, что способствует замалчиванию проблемы насилия со стороны мужчин-жертв. Гендерная симметрия насилия подтверждается и в мета-анализе 200 исследований 2010 года, однако программы против домашнего насилия в США продолжают рассматривать женщин как исключительно жертв, а мужчин как исключительно насильников (даже несмотря на то, что движение за права мужчин добилось изменений в законодательстве против домашнего насилия с целью включить в него защиту мужчин-жертв).
По результатам анализа лонгитюдного исследования, в ходе которого было опрошено более 11 тысяч американцев в возрасте с 18 до 28 лет, выяснилось, что в 49,7 % из всех случаев насилия в гетеросексуальных отношениях оно было взаимным. Одностороннее, невзаимное насилие в 70,7 % случаев совершали женщины. По подсчетам Австралийского бюро статистики, всего лишь 5,3 % мужчин, ставших жертвами насилия со стороны супруги, обратились в полицию. Опросы показывают, что 77 % мужчин, подвергшихся насилию в отношениях, считают постыдным обратиться в правоохранительные органы. Во Франции трём из четырёх мужчин отказывают в принятии жалобы на домашнее насилие со стороны супруги, при этом женщин-насильниц крайне редко помещают под стражу, а судебные решения в отношении женщин в целом намного мягче по сравнению с мужчинами. В Британии правоохранительная система воспринимает мужчин, которые стали жертвами домашнего насилия, как людей второго сорта. В Индии действует специфический закон о домашнем насилии в отношении женщин, согласно которому женщины, в отличие от мужчин, имеют специальную защиту от домашнего насилия.
Исследовательница К. С. Танг опросила 1662 родителей, у которых есть несовершеннолетние дети, в рамках изучения китайских домохозяйств в Гонконге. По результатам опроса матери физически чаще наказывали детей, чем отцы — в 60,6 % и 50,7 % случаев соответственно. При этом телесным наказаниям чаще подвергали мальчиков (60,7 %), чем девочек (53,9 %), однако гендерные различия были связаны с возрастом. Среди детей до 4 лет и подростков старше 13 лет, то есть в возрастных группах, которых реже наказывали физически, статистически значимой разницы применения телесных наказаний в связи с полом не было выявлено. В возрастной группе 5—12 лет мальчиков наказывали значительно чаще оба родителя.

### Сексуальное насилие
В 1995 году Американская медицинская ассоциация описала сексуальное насилие над мужчинами как «тихую эпидемию насилия». При этом статистические организации акцентируют внимание на сексуальном насилии над женщинами, игнорируя аналогичное насилие над мужчинами: так, в 2011 году CDC выявили равное число жертв изнасилования у женщин и мужчин за предыдущие 12 месяцев в США (1,270 миллиона женщин и 1,267 миллиона мужчин), однако в публикациях CDC и медиа по этой теме акцент был сделан именно на сексуальной виктимизации женщин, а насилие в отношении мужчин не упоминалось. По данным исследования 1981 года, женщины становились инициаторами сексуального насилия над мальчиками в 60 % случаев. Исследование 2008 года показало, что почти половина мужчин (46 %), сообщивших о той или иной форме сексуальной виктимизации, стали жертвами женщин.
Мужчины-жертвы сексуального насилия подвергаются виктимблеймингу и стигматизации. Психотерапевт Элизабет Донован отмечает, что мужчины несут дополнительное бремя, сталкиваясь с обществом, которое не верит, что сексуальное насилие может произойти с ними вообще. По словам психолога Сары Кроум, на каждый зарегистрированный случай сексуального насилия в отношении мужчин приходится ещё 10 случаев, о которых не сообщается. Социальная стигматизация жертв мужского пола наносит им ущерб и может быть описана как «вторичная виктимизация». Это связано с занижением отчётности о сексуальном насилии и травмах после сексуального насилия; жертвы мужского пола также подвержены посттравматическому стрессовому расстройству. Также исследования показали, что некоторые жертвы предпочли не сообщать о фактах насилия, поскольку они боятся подвергнуться стигматизации как скрытые гомосексуалы, бисексуалы или как беспорядочные в половых связях. Сексуальное насилие над мужчинами часто преуменьшается или игнорируется из-за стереотипов, что мужчины сексуально ненасытны, что возбуждение мужчины-жертвы означает его согласие, что «настоящие мужчины» могут защитить себя и что жертвы-геи «сами напросились».
Мужчины, подвергшиеся сексуальному насилию, сообщают об отсутствии какой-либо поддержки со стороны государственных органов и общества, а правовые системы часто плохо приспособлены для борьбы с этим типом преступлений. Что касается мужчин, ставших жертвами сексуального насилия со стороны женщин, то они часто сталкиваются с социальными, политическими и юридическими двойными стандартами. В частности, 13-летнему подростку, ставшему жертвой сексуального насилия, судьёй штата Аризона было предписано выплачивать алименты на ребёнка после того, как женщина забеременела. СМИ также демонстрируют бесчувственность, если не жестокость, по отношению к жертвам-мужчинам: так, в репортаже CBS News 2009 года о серийном насильнике, который изнасиловал четырёх мужчин, был сделан вывод: «Никто серьёзно не пострадал»
В основе общественных представлений о сексуальной виктимизации лежит парадигма, согласно которой преступником может быть только мужчина, а жертвой — женщина. Эта парадигма скрывает насилие, которое противоречит ей, усиливает регрессивные идеи, изображающие женщин жертвами, и стигматизирует мужчин, ставших жертвами сексуального насилия. Также федеральные агентства в США используют устаревшие определения и категории сексуальной виктимизации. Это приводит к тому, что в первую очередь учитываются виды сексуального насилия, с которыми чаще всего сталкиваются женщины, а также к исключению мужчин из определения изнасилования. В публичной статистике используются только данные домохозяйств, из-за чего не учитываются мужчины—заключённые, подвергающиеся высокому риску сексуальной виктимизации.
Радикальная феминистка Кэтрин Э. Маккиннон, комментируя судебный процесс по делу Oncale v. Sundowner Offshore Services, Inc., касающемуся случая, когда мужчина подвергся сексуальным домогательствам со стороны других мужчин на рабочем месте, написала о том, что данный случай представляет собой пример дискриминации мужчин по половому признаку, и заявила, что они должны иметь возможность подавать в суд в таких случаях.

### Физическое насилие
Мужчины чаще становятся жертвами физического насилия, чем женщины. В США статистика преступности в 1976—2005 годах показывает, что мужчины составляют большинство (74,9 %) жертв в убийствах с участием как мужчин, так и женщин-преступников. Однако из-за гендерной предвзятости безопасность мужчин беспокоит людей меньше, чем безопасность женщин. Дискриминация также обусловливает то, что, к мужчинам, ставшими жертвами насилия, не проявляют эмпатию. Исследование, проведенное в 2023 году, показало, что люди, особенно женщины, с меньшей вероятностью смирятся с насилием в отношении женщин, чем с насилием в отношении мужчин.

### Массовые убийства мужчин

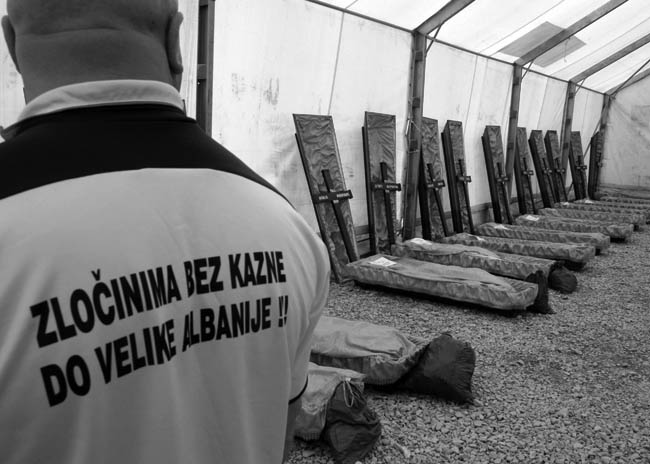
Сербские мужчины, погибшие во время войны в Косово

В ситуациях структурного насилия, которые включают войну и геноцид, мужчин и мальчиков часто убивают по признаку пола. Оценки жертв массовых убийств среди гражданских лиц мужcкого пола в Косово показывают, что они составляли более 90 % всех жертв среди гражданского населения.
Мужчины и мальчики, не участвующие в боевых действиях, были и остаются наиболее частыми жертвами массовых убийств и геноцида, а также множества меньших зверств и злоупотреблений. Gendercide Watch, независимая правозащитная группа, документирует многочисленные убийства по гендерному признаку, совершённые против мужчин (как взрослых, так и детей), которые составляли подавляющее большинство жертв убийств: геноцид армян в 1915—1917 годах; Холокост в 1933—1945 годах; кампания Анфаль (Иракский Курдистан) в 1987—1989 годах, геноцид в Руанде в 1994 году и эпизоды, когда намеренно убивали именно мужчин, в том числе подростков мужского пола, — например, резня в Сребренице. Призыв на военную службу также может являться одной из форм андроцида и гендерного насилия в отношении мужчин.

## Мужское здоровье и пенсионное законодательство
Ожидаемая продолжительность жизни женщин почти во всех странах превышает продолжительность жизни мужчин (особенно значительной разница в продолжительности жизни мужчин и женщин является в восточноевропейских государствах). Даже в Японии, в которой средняя продолжительность жизни одна из самых высоких в мире, разрыв между мужчинами и женщинами составил больше 7 лет в пользу женщин.
Факторами, которые способствуют сокращению продолжительности жизни мужчин, служат военное и криминальное насилие, самоубийства и несчастные случаи на производстве. Частота случаев насилия над мужчинами со смертельным исходом и большая терпимость к насилию в отношении мужчин во многом могут объяснять то, почему мужчины, как правило, живут намного меньше, чем женщины. Почти во всех странах мира мужчины также чаще, чем женщины, совершают самоубийства. На Западе и в странах Западной Азии уровень самоубийств среди мужчин по меньшей мере в два раза выше, чем среди женщин, а иногда отрыв ещё больше. Мужчины также составляют большинство жертв несчастных случаев на производстве со смертельным исходом. В США уровень смертности на производстве среди мужчин примерно в десять раз выше, чем среди женщин. Хотя на долю женщин приходится 43 % часов, отработанных за заработную плату в США, на их долю приходится всего 7 % несчастных случаев на производстве. Хуже обстоят дела в Канаде, где на долю мужчин приходится около 95 % смертельных случаев на рабочем месте. В этой стране число смертельных случаев на рабочем месте среди мужчин составляет около 10,4 на 100 000, в то время как соответствующий показатель среди женщин составляет 0,4 на 100 000. На Тайване на долю мужчин приходится около 93 % смертельных случаев на рабочем месте. В России уровень смертности мужчин от внешних причин в России выше данного показателя у женщин в 4,1 раза. По статистическим данным, среди клиентов учреждений социальной помощи для бездомных (ночлежек, социальных гостиниц и приютов и др.) мужчины составляют 82 %.
При этом во многих странах пенсионный возраст для мужчин выше, чем для женщин, но даже при его равенстве у мужчин часто меньше пенсионных лет из-за более короткой продолжительности здоровой жизни. В 2022 году Европейский суд по правам человека вынес решение против Швейцарии, сочтя, что её пенсионное законодательство дискриминирует мужчин. По швейцарским законам на 2022 год женщины, чьи мужья умирали, получали пенсию до конца своей жизни, тогда как мужчины получали пенсию только в том случае, если у них были дети в возрасте до 18 лет.

### Психическое здоровье
Большая часть исследований в области психического здоровья сосредоточена на женщинах, а не на мужчинах, в связи с чем в науке и публицистике проблемы, с которыми сталкиваются мужчины, описываются как «тихая эпидемия», «гендерный разрыв, являющийся вопросом жизни и смерти», «невидимый кризис» или «тихая катастрофа». На долю мужчин приходится от 75 % до 80 % смертей в результате самоубийств, и около 75 % людей, страдающих расстройствами, связанными с употреблением психоактивных веществ, является мужчинами. Несмотря на это, только около 30 % людей, пользующихся психиатрическими услугами, составляют мужчины.
Литература по психическому здоровью мужчин использует узконаправленный подход, граничащий с виктимблеймингом, в отличие от исследований по психическому здоровью женщин. Они часто фокусируются на проблемах психического здоровья, вызванных «маскулинностью», отношениями и поведением мужчин, а не на «признании чрезвычайно сложной сети причинно-следственных связей». Сюда относится Всемирная организация здравоохранения, которая поощряет «программы с участием мужчин и мальчиков, включающие преднамеренные обсуждения гендера и маскулинности». Подобный акцент на маскулинности обвиняет жертву, недооценивает положительные мужские черты и отчуждает мужчин, которым необходимо привить здоровое поведение.
Социальная реклама в области психического здоровья обвиняет самих мужчин в их ментальных проблемах. Например, Агентство США по исследованиям и качеству здравоохранения провело кампании под лозунгом «в этом году тысячи мужчин умрут от упрямства». Австралийская кампания по охране психического здоровья Beyond Blue написала: «Мужчины известны тем, что держат всё в себе».
В России мужчины намного реже женщин (37 % против 67 %) обращаются в центры социальной, психологической, психолого-педагогической помощи, кризисные центры, комплексные центры социального обслуживания населения, где могут получить не только еду и ночлег, но и правовую, медицинскую, психологическую и другие виды помощи.

### Обрезание мужчин
Гендерный исследователь Дэвид Бенатар отмечает, что хотя само по себе обрезание мужчин не является дискриминацией, всё же у обрезания есть несколько существенных аспектов, которые можно охарактеризовать как дискриминационные — к их числу он относит отсутствие анестезии при обрезании мальчиков. Также он пишет о контрасте, когда западное общество игнорирует болезненное обрезание мальчиков c удалением всей крайней плоти и при этом крайне негативно воспринимает малоинвазивные формы манипуляций с половыми органами девочек-подростков (например, символический надрез клитора без удаления каких-либо тканей вульвы у девочек-сомалиек в США, который служил альтернативой традиционному обрезанию).
В некоторых случаях процедура обрезания подростков мужского пола проводится без анестезии. Исследования, оценивающие осложнения, связанные с традиционным мужским обрезанием в Африке, обнаружили, что показатели осложнений от числа проводимых операций варьируются от 35 % (Кения) до 48 % (Южная Африка). Основными осложнениями являются инфекция, задержка заживления ран, ампутация и травма головки, кровотечение, потеря чувствительности полового члена, чрезмерное удаление крайней плоти и смерть.
Международный уголовный суд считает принудительное обрезание мальчиков «бесчеловечным актом». Некоторые судебные решения признали это нарушением прав ребёнка. В некоторых странах, таких как Бангладеш, Индонезия, Пакистан, Филиппины, Южная Корея, Турция и Соединённые Штаты, мальчики обрезаются без получения их согласия. Хотя решение суда 2012 года в Германии поставило под сомнение легальность практики обрезания мужчин, назвав обрезание «тяжким телесным повреждением», немецкий парламент принял закон, признавший обрезание мальчиков легальным.

## Дискриминация в сфере труда
Положение женщин на рынке труда по-прежнему хуже, чем положение мужчин. Однако в исследовании 2010 года была выявлена гендерная дискриминация и предвзятость в отношении мужчин в сферах с доминированием женщин (в лондонском исследовании 2006 года также и в «смешанных» профессиях, таких как бухгалтеры-стажеры, компьютерные аналитики и программисты). По данным американского исследования 2021 года люди воспринимали дискриминацию в отношении женщин на рынке труда морально худшей, чем дискриминацию в отношении мужчин и демонстрировали предвзятость в пользу женщин. Люди посчитали, что недопредставленность заслуживает компенсирующих мер только в том случае, если она основана на дискриминации, а не на предпочтениях, то есть мужчины воспринимались ими как не заинтересованные в карьерах, в которых доминируют женщины.
В США и сторонники Республиканской партии, и, в ещё большей степени, сторонники Демократической партии высказали к менеджерам, дискриминирующим женщин при приёме на работу, более негативное отношение, чем к менеджерам, дискриминирующим мужчин. Также было выявлено, что люди более обеспокоены дефицитом женщин в тех профессиональных нишах, в которых доминируют мужчины (математика, инженерное дело, технологии, наука), чем дефицитом мужчин в сферах деятельности, в которых доминируют женщины (здравоохранение, дошкольное образование, домашнее хозяйство). В исследовании 1974 года, проведённом в Атланте методом телефонного теста, было обнаружено, что явная дискриминация в отношении мужчин на рабочих местах, где преобладают женщины, была более распространена, чем явная дискриминация в отношении женщин на рабочих местах, где преобладают мужчины. Во французском исследовании 2016 года было выявлено более сильное предпочтение в пользу женщин на преподавательских должностях, где доминируют мужчины (например, математика, физика и философия), и более слабое предпочтение в пользу мужчин на преподавательских должностях с доминированием женщин (литература и иностранные языки). Что касается гендерной дискриминации в сфере труда в целом, то, согласно Европейскому исследованию условий труда (2018), о дискриминации на работе по признаку пола в течение предыдущих 12 месяцев сообщали 1,1 % мужчин и 3,2 ℅ женщин.
Опубликованное в 2023 году в журнале «Organizational Behavior and Human Decision Processes» метаисследование, в котором было рассмотрено 361 645 заявлений о приеме на работу с 1976 по 2020 год, в результате выявило, что дискриминация при отборе кандидатов-мужчин на «женские» должности являлась стабильной на протяжении всего рассмотренного периода. В нём также было отмечено, что дискриминация женщин в пользу мужчин уже устранена и с 2009 года сменилась на обратную тенденцию, когда мужчин дискриминируют в «смешанных» профессиях и профессиях, связанных с мужскими стереотипами. Помимо этого, по данным этого исследования как ученые, так и обычные люди, которых просили спрогнозировать проявления гендерной предвзятости, недооценивали дискриминацию в отношении кандидатов-мужчин и переоценивали предвзятость в отношении кандидатов-женщин.
Мужчины нередко подвергаются травле в виде осуждения и насмешек за интерес к традиционно «женским» профессиям (например, медбрата или воспитателя детского сада), что является их дискриминацией. Поскольку санкции за гендерно-девиантное поведение для мужчин ощущаются сильнее, чем для женщин, то это вносит вклад в недопредставленность мужчин в сферах с доминированием женщин. Как указывает психолог Франческа Манци, в таких случаях дискриминация мужчин часто не признаётся таковой, что может быть связано с традиционными гендерными установками, запрещающими мужчинам традиционно-фемининное поведение.
В США были примеры судебных исков против работодателей, которые увольняли или дискриминировали мужчин из-за их пола.  В 2000 году Дэвид Гарфинкель, акушер-гинеколог из Нью-Джерси, подал в суд на своего бывшего работодателя после того, как его уволили, по его словам, «из-за того, что я был мужчиной, я не привлекал столько пациентов, сколько они ожидали» (Верховный суд штата Нью-Джерси вслед за апелляционным судом поддержал работодателя). Другой истец, врач Мирча Веляну, утверждал, что его бывшие работодатели дискриминировали его, удовлетворяя пожелания пациенток, которые просили проводить гинекологический осмотр именно женщин-врачей (Федеральный окружной суд в Нью-Йорке в итоге встал на сторону клиники). В деле Dea v. Washington Suburban Sanitary Commission 2001 года истец, анализируя профессиональную пригодность 7 соискателей (6 белых мужчин и 1 белая женщина) на одно рабочее место, поставил женщину на 4 место по оценке квалификации, тогда как работодатель требовал нанять именно женщину, хоть она и не являлась наиболее квалифицированной. Хоть низший суд и поддержал работодателя, апелляционный суд в итоге встал на сторону истца, не поддержав практику позитивной дискриминации мужчин в пользу женщин. В 2014 году медбрат-мужчина заявил о гендерной дискриминации в акушерско-гинекологической клинике в Колумбии, штат Мэриленд, которая принимала преимущественно женщин-врачей, руководствуясь исключениями из Закона о гражданских правах 1964 года.
В законодательной практике России существует тенденция предоставлять  трудовые льготы матерям малолетних детей, но не их отцам. В частности, законодательство России ограничивает право отпуска по уходу за ребёнком в отношении мужчин-военнослужащих и мужчин, работающих в органах внутренних дел. Данная норма была признана дискриминационной ЕСПЧ (при рассмотрении дела Константина Маркина против России), но Конституционный суд даже после решения ЕСПЧ в пользу Маркина не признал эту норму противоречащей Конституции РФ.

## Дискриминация в образовании
Исторически женщины имели меньший доступ к образованию, чем мужчины, однако в конце XX века женщины стали превосходить мужчин в сфере высшего образования во многих странах с высоким и средним уровнем дохода, включая США и почти все страны Европы, а также многие незападные страны.
Израильское исследование 2008 года выявило, что учащиеся мужского пола сталкиваются
с дискриминацией и предвзятостью по каждому предмету, за исключением английского языка, на всех уровнях школьного обучения. В ходе исследования младших классов средних школ Швеции в 2020 году было проведено аналогичное исследование, оценивающее предвзятое отношение к мальчикам в 23 % от стандартного отклонения. Предвзятость к мальчикам также была обнаружена в португальских и французских средних школах, а также в исследовании 15-летних подростков в Чехии и Италии.
Исследование детей, родившихся в 1980-х годах в Соединённых Штатах, до их совершеннолетия показало, что мальчики с проблемами поведения с меньшей вероятностью закончат среднюю школу и университет, чем девочки с такими же проблемами поведения. Мальчики в большей степени подвергались негативному опыту и давлению со стороны сверстников, наказаниям за аналогичные проступки, а также имели более высокие показатели повторяемости плохих оценок. Социолог Джаянти Оуэнс, проводившая исследование, объясняет это негативными стереотипами о мальчиках и говорит, что это может частично объяснить гендерный разрыв в образовании.
Люди также с меньшей вероятностью будут помогать учащимся мужского пола, отстающим в успеваемости, по сравнению с учащимися женского пола.

## Дискриминация в семейном праве
При разводе у мужчин гораздо меньше шансов получить опеку над своими детьми, чем у женщин. В США отцы получают единоличную опеку над детьми примерно в 10 % случаев, а женщины почти в трёх четвертях случаев (в случае споров об опеке над детьми ходатайства матерей удовлетворяются в два раза чаще, чем ходатайства отцов). В Новой Зеландии, отцы получают опеку над детьми примерно в 11 % случаев, урегулированных в суде по семейным делам, в то время как матери получают опеку примерно в 65 % случаев. В Канаде женщины получают единоличную опеку более чем в 70 % случаев. При этом в Канаде чуть более 93 % женщин, ходатайствующих о единоличной опеке, получили это разрешение; в то же время только две пятых мужчин, обратившихся с просьбой об опеке над детьми, смогли её получить. В России проживание с отцом определяется судом лишь в 10 % случаев. Мужчинам-гомосексуалам труднее усыновлять детей, чем лесбиянкам, даже в тех странах, где однополым парам разрешено усыновлять детей.
Одной из причин, по которой суды часто отказывают отцам в преимущественных правах опеки над детьми, может являться недостаточная вовлечённость отцов в уход и заботу о детях до развода. По данным исследований, в среднем в семьях с двумя родителями отцы тратят на непосредственное общение с детьми вчетверо меньше времени, чем матери.
Однако другие исследования говорят, что разведённые мужчины чувствуют себя намного хуже в эмоциональном плане, чем разведённые женщины. Например, они с большей вероятностью по сравнению с женщинами попадут в психиатрические больницы после развода. В то время как у разведённых женщин не больше шансов покончить с собой, чем у замужних женщин, разведённые мужчины в два раза чаще, чем женатые мужчины, сводят счёты с жизнью. Это во многом объясняется тем, что после развода отцы теряют тесный ежедневный контакт со своими детьми. Женщины также сообщают о большей удовлетворённости условиями развода и большем чувстве контроля над бракоразводным процессом, чем мужчины.
Международные суды иногда выносят решения в пользу отцов, которых национальные суды лишили права проживания с ребёнком после развода. Так, в 2017 году Европейский суд по правам человека вынес решение против Украины, признав в деле M.S. v. Ukraine № 9070/14 нарушение украинскими судами права отца-заявителя на определение места проживания ребёнка, основываясь на принципе «наилучших интересов ребёнка», закреплённом в Конвенции о правах ребёнка. В особом мнении судьи ЕСПЧ Карло Ранцони по этому делу было отмечено, что применяемая национальными судами презумпция прав матери в опеке над детьми не адекватна ни правовой практике ООН после принятия Декларации о правах ребёнка, ни правовой практике ЕСПЧ, ни позиции большинства стран-членов Совета Европы. Судья указал, что Декларация о правах ребёнка не является юридически обязательным документом, хоть она и стала фундаментом для разработки Конвенции о правах ребёнка, так как в процессе обсуждения условий последней положение о «разлучении ребёнка с матерью только в исключительных обстоятельствах» (в соответствии с 6 принципом Декларации) было раскритиковано и отменено как дискриминационное. Впоследствии это решение ЕСПЧ и аргументация судьи Ранцони в его особом мнении были учтены Высшим специализированным судом Украины по рассмотрению гражданских и уголовных дел, который указал, что презумпция по признаку пола не должна применяться судами в делах об определении места проживания ребёнка.
Российские юристы отмечают, что уже в Конституции Российской Федерации присутствуют двойные стандарты — с одной стороны, мужчины и женщины признаются равными (по статье 19), с другой стороны, материнство, но не отцовство, получает гарантию защиты со стороны государства (по статье 38), также дискриминирующие мужчин нормы содержатся и в Семейном кодексе (в частности, статья 17 СК РФ, вводящая запрет на развод во время беременности женщины и в течение года после рождения ребёнка для мужчин). Российская правовая система, основываясь на Декларации прав ребёнка, применяется к отцам менее равноправно, чем к матерям. В частности, право мужчин-отцов на получение материнского (семейного) капитала производно от права матерей, одиноким отцам труднее защищать свои права по сравнению с матерями-одиночками.

## Дискриминация в уголовном и уголовно-исполнительном праве
Анализ уголовной практики различных стран выявил наличие дискриминации мужчин в уголовном и уголовно-исполнительном праве. В обширном исследовании уголовной практики Новой Зеландии было выявлено, что мужчины-преступники чаще, чем женщины-преступницы, получают реальные сроки вместо условных, и доказано, что именно пол подсудимых влияет на вынесение приговоров, в том числе при учёте других факторов, таких как судимость. Судьи склонны объяснять преступные действия женщин социальными факторами, находить в них смягчающие обстоятельства. Суды Великобритании систематически назначают более низкие наказания женщинам за кражи, объясняя их заботой о своих детях. Этот аргумент используется даже при смягчении наказания бездетным женщинам. Схожая ситуация в США была признана Министерством юстиции. В Финляндии, согласно базе данных государственного исследовательского института Optula, мужчины за аналогичные преступления получают бо́льшие сроки, чем женщины, и реже осуждаются условно. Правоохранительные органы предвзяты к мужчинам в вопросах расследования насилия в отношении партнёров.
Сохраняющиеся рыцарские представления обусловливают то, что мужчины-убийцы и совершившие убийство женщины с большей вероятностью будут приговорены к смертной казни, чем женщины-убийцы и совершившие убийство мужчины соответственно. Проведенное во Франции исследование приговоров в период с 2000 по 2003 год показало, что женщины, совершившие преступления, сопоставимые с мужчинами, получили тюремные сроки на 33 % короче. Исследование показало, что гендерный разрыв коррелирует с полом судьи, выносившим приговор.
Исследование в США показало, что при учёте криминологических, демографических и социально-экономических переменных чернокожие, мужчины и преступники с низким уровнем образования и дохода получали значительно более длительные сроки заключения. Исследование 2014 года, опубликованное в «American Law and Economics Review», показало, что в Соединённых Штатах мужчины в среднем получают на 63 % более длительные сроки приговоров, чем женщины, заявив, что «женщины также значительно чаще избегают обвинений и осуждений и в два раза чаще избегают тюремного заключения в случае осуждения». Женщины любой расы в США получают меньшие сроки по сравнению с мужчинами. Суды выносят мужчинам более суровые решения, чем женщинам, за одинаковые преступления и при одинаковой истории судимостей. Исследование, вышедшее в журнале «Crime & Delinquency» в 2024 году, пришло к выводу, что в системе уголовного судопроизводства США присутствует явная и неявная мизандрия. Авторы исследования характеризуют дискриминацию мужчин в ней как системное явление.
В России и уголовный, и уголовно-исполнительный кодексы РФ содержат нормы, напрямую дискриминирующие мужчин, что приводит к гендерной асимметрии при назначении наказаний в ущерб мужчинам. Так, женщины, вне зависимости от тяжести совершённого ими преступления, не могут быть подвергнуты пожизненному заключению. Согласно уголовно-исполнительному кодексу, женщинам, вне зависимости от тяжести совершённого преступления, наличия рецидива, не назначается наказание в виде лишения свободы в колонии строгого либо особого режима. Данные виды наказаний предусмотрены исключительно для мужчин. У мужчин хуже условия содержания в пенитенциарной системе по сравнению с женщинами. Суды в России предвзяты к мужчинам при вынесении решений по уголовным делам. 
Конституционный суд РФ многократно постановлял, что назначение пожизненного заключения только для мужчин не является дискриминационным. Суд также отвергает дискриминационность различия в правах осуждёнными мужчинами и женщинами на получение посылок, передач и бандеролей. Российские юристы занимают противоположную решениям Конституционного суда позицию и критикуют его за апелляцию к гендерным стереотипам.
При этом в деле Хамтоху и Аксенчик против России ЕСПЧ в 2017 году не признал дискриминацией мужчин назначение уголовного наказания в виде пожизненного назначения только мужчинам (16 голосов «за» и 1 - «против»). Сербский юрист Милица Новакович подвергла решение ЕСПЧ критике, назвав случай Хамтоху и Аксенчика хрестоматийным примером дискриминации. При этом пять судей вынесли совместное частично несовпадающее особое мнение, один судья — несовпадающее особое мнение о несогласии с большинством судей. В частности, судьи отметили, что «ссылки на традиции, общие допущения или преобладающие общественные позиции в конкретной стране сами по себе не могут считаться составляющими достаточное оправдание для различия в обращении по признаку пола». Судья Пауло Альбукерке в особом мнении указал, что дифференциация между мужчинами и женщинами, основанная «на предвзятой идее предполагаемой слабости женщин, повлечёт не уменьшение неравенства, а его увековечение и даже увеличение». Он критикует обоснование российскими судами запрета назначения пожизненного лишения свободы женщинам их репродуктивной функцией, отмечая, что этот аргумент является «разновидностью социального стереотипа на гендерной основе и патерналистского отношения» и основан на «сексистском предрассудке законодателя». Позиция российских властей, что женщины менее выносливы по сравнению с мужчинами, по его мнению, не может являться законным основанием, оправдывающим разницу в обращении. Также ЕСПЧ в решении указал, что принцип равенства зиждется на запрете «вводить такие различия в правах лиц, принадлежащих к одной и той же категории, которые не имеют объективного и разумного оправдания».

## Дискриминация гомосексуальных и трансгендерных мужчин
Мужчины-гомосексуалы по сравнению с лесбиянками подвергаются большей стигматизации и виктимизации. В частности, гомосексуальный секс мужчин был и продолжает криминализироваться или иным образом преследоваться в большем количестве юрисдикций, чем лесбийский секс. Геи гораздо чаще, чем лесбиянки, становятся жертвами преступлений на почве ненависти. Например, статистика преступлений на почве ненависти ФБР США показывает, что в 2008 году 58,6 % преступлений на почве сексуальной ориентации были мотивированы предвзятостью по отношению к геям, в то же время только 12 % были мотивированы предвзятостью по отношению к лесбиянкам. Мужчины-гомосексуалы сталкиваются с большими трудностями при усыновлении детей, чем лесбиянки, даже в тех странах, где однополым парам разрешено усыновлять детей.
Как указывает гендерный исследователь М. Холлеб, трансгендерные мужчины сталкиваются со специфическим видом дискриминации, основанной на позиции, что транс-мужчины в реальности являются женщинами. Данная дискриминация включает невидимость транс-мужчин в обществе. Исследовательница Э. К. Крелл пишет о существовании расиализированной трансмизандрии, с которой сталкиваются темнокожие трансгендерные мужчины, живущие в атмосфере жёсткого контроля над чёрной мужественностью.

## Предвзятость в отношении мужчин
Из-за культурных предубеждений меры по обеспечению равенства часто уделяют мало внимания мужчинам или вообще не уделяют его, а дискриминация женщин воспринимается как морально худшая, чем дискриминация мужчин.
Из-за ошибки атрибуции гендерной группы негативное поведение, которое демонстрируют представители обоих полов, воспринимается как характерное и типичное только для мужчин. Люди склонны приписывать отрицательное внутригрупповое женское поведение переменным среды, в то время как негативное внегрупповое мужское поведение приписывается исключительно личностным характеристикам.
Исследователи Элис Игли и Антонио Младиник ввели эффект «женщины чудесны» в 1994 году после того, как они обнаружили, что и мужчины, и женщины склонны приписывать женщинам положительные черты, причём женщины демонстрируют гораздо более выраженную предвзятость. Положительные черты приписывались и мужчинам обоими полами, но в гораздо меньшей степени. Они обнаружили эту тенденцию в своих исследованиях 1989 и 1991 годов, в которых использовались анкеты, раздаваемые студентам в Соединённых Штатах.
Исследование 2004 года показало, что, хотя и женщины, и мужчины более благосклонно относятся к женщинам, внутригрупповые предубеждения женщин были в 4,5 раза сильнее, чем у мужчин. И только женщины (не мужчины) продемонстрировали когнитивный баланс между внутригрупповыми предубеждениями, идентичностью и самооценкой, показывая, что у мужчин отсутствует механизм, который поддерживает автоматическое предпочтение своего пола.
По итогам исследования 2022 года, изучавшего восприятие половых различий, испытуемые обоих полов лучше оценивали статью, когда в ней говорилось о половых различиях в пользу женщин. У женщин эффект был выражен сильнее за счёт того, что они хуже реагировали на половые различия в пользу мужчин. Во второй части исследования, где обнаруживались половые различия в пользу мужчин, оценили как более вредные из-за якобы поддержки гендерных стереотипов. При этом участники считали, что чем вреднее исследование, тем менее оно надёжно. В первой части исследования пол автора статьи не оказывал значимого влияния на результаты. Во второй — статью автора-мужчины, где говорилось о различиях в интеллекте в пользу мужчин, оценивали ниже. Что касается предположений, как среднестатистические мужчина или женщина оценят статью, — участники предположили предвзятость в пользу своего пола и у мужчин, и у женщин. По результатам исследования предвзятость женщин в свою пользу была переоценена, предвзятости у мужчин в свою пользу не наблюдалось вообще, а наблюдалось прямо противоположное.
По результатам исследования, опубликованного в журнале «Social Psychological and Personality Science» в 2016 году, выяснилось, что во время кризиса люди охотнее пожертвуют мужчинами, чем женщинами, и что они более склонны причинять вред мужчинам, чем женщинам. Исследование, проведённое в 2000 году, показало: водители, сбившие насмерть женщин, обычно получают более длительные сроки, чем сбившие насмерть мужчин. Другое исследование говорит, что в Техасе в 1991 году преступники, жертвами которых были женщины, получили более длительные сроки, чем преступники, жертвами которых были мужчины.
«Сначала женщины и дети» — это принцип, до сих пор использующийся во время спасательных работ. Социолог и политолог Адам Джонс отмечает, что средства массовой информации чаще обращают внимание на пострадавших женщин, чем на мужчин, это особенно верно для белых женщин.
Психолог Аман Сиддики, применяя интерсекциональный подход, отмечает, что мужчины не сталкиваются с предвзятостью в одинаковой мере: так, проявление гендерных стереотипов, — например, восприятие мужчин как опасных и агрессивных, — будет варьировать в зависимости от расы. Исследование 2023 года, изучавшее неявную предвзятость в аспекте интерсекциональности, показало, что предубеждения в пользу женщин и против мужчин имеют более выраженный и доминирующий характер по сравнению с предубеждениями по признаку класса или расы во всех демографических группах общества.

## Позитивная дискриминация
Критики позитивной дискриминации по признаку пола считают её политикой «обратного сексизма», обратной дискриминации по отношению к мужчинам. Социолог Фред Пинкус описывает несколько случаев из судебной практики, связанных с тем, когда применение практики позитивной дискриминации совмещалось с нарушением закона, обратной дискриминацией (в том числе по отношению к мужчинам), при этом отмечая, что большинство исков мужчин, связанных с позитивной дискриминацией, не было удовлетворено судами. По мнению Пинкуса, политика позитивной дискриминации в отношении женщин не приводит к ухудшению положения мужчин — более того, во многих сферах жизни они сохраняют свои привилегированные позиции по сравнению с женщинами. Сторонники позитивной дискриминации утверждают, что она оказывает положительные эффекты на всех, в том числе на белых и мужчин: повышение разнообразия в трудовых коллективах и других социальных средах способствует межгрупповому взаимодействию, знакомству с новыми точками зрения и творческому подходу к решению задач. Критики же считают, что позитивная дискриминация ведёт к неравенству и обесцениванию достижений позитивно дискриминируемых групп.
Как отмечает социальный философ Дэвид Бенатар, одна из ключевых несправедливостей позитивной дискриминации заключается в том, что предоставление женщинам из более благополучных расовых групп (которые обладают практически теми же возможностями, что и их братья, посещая лучшие школы и получая дополнительное образование) таких же преимуществ, что и представителям неблагополучных расовых групп (посещающим худшие школы и не имеющим возможности нанять репетиторов), ведёт к неоправданному перекосу в пользу белых женщин по сравнению со всеми остальными. По мнению Бенатара, позитивная дискриминация по признаку пола, которая предоставляет льготы некоторым членам группы в ответ на прошлую дискриминацию в отношении других членов этой группы, не исправляет несправедливость, а вместо этого воссоздаёт её заново. Аргумент, апеллирующий к дискриминации женщин в прошлом, опровергается, например, тем, что сторонники позитивной дискриминации по признаку пола не стали бы призывать на военную службу только женщин в странах, где в прошлом мужчины несли основную тяжесть воинской повинности, или непропорционально много женщин в тех странах, где сохраняется воинская повинность исключительно для мужчин.
Что касается аргументов в защиту позитивной дискриминации, которые указывают на дискриминацию женщин в настоящем, то, с точки зрения Бенатара, они нередко основываются на двойных стандартах: в частности, сторонники позитивной дискриминации по гендерному признаку утверждают, что бо́льшая репрезентация мужчин на желательных должностях — это дискриминация женщин, но никогда не говорят о том, что бо́льшая репрезентация мужчин на нежелательных должностях связана с дискриминацией мужчин. Те, кто поддерживает позитивную дискриминацию в отношении женщин, никогда не приходят к выводам, что мужчины подвергаются несправедливой дискриминации, составляя более половины тех, кто заключён в тюрьму или казнён, или более половины тех, кто бросает школу или умирает на работе.
Дэвид Бенатар критикует точку зрения, по которой позитивную дискриминацию по признаку пола нельзя приравнивать к обратной дискриминации мужчин или обратному сексизму. По его словам, эта точка зрения основывается на том, что в отличие от дискриминации женщин, которая основана на представлении о женщинах как о неполноценных по отношению к мужчинам, позитивная дискриминация не подразумевает под собой презрения к мужчинам и, следовательно, не является заведомо неправильной. Бенатар рассматривает этот аргумент как ошибочный, поскольку защитники позитивной дискриминации в отношении женщин будут возражать против ущемления женских прав, даже если оно не было вызвано убеждениями о неполноценности женщин. Он отмечает, что хотя вера в неполноценность тех, в отношении которых проводится дискриминация, вполне может усугубить сексизм, основная несправедливость сексизма заключается в дискриминационном и жестоком обращении по отношению к его жертвам. Бенатар характеризует позитивную дискриминацию по признаку пола как сексистскую.

## Дискриминация мужчин в маскулизме, маскулинизме и феминизме
Социолог Паси Малми указывает, что большинство маскулистов являются антисексистами, которые борются с традиционной мужской ролью, являющейся одной из причин структурной дискриминации мужчин. В своих гендерных теориях маскулисты изучают угнетение с точки зрения мужчин в «маскулинистском» обществе, основанном на патриархате. В то же время часть маскулинистов также желает ликвидировать дискриминацию мужчин, стремясь в ответ на крайние феминистские заявления о превосходстве женщин над мужчинами достичь равенства между мужчинами и женщинами.
Рут Бейдер Гинзбург (впоследствии судья Верховного суда США), в 1970-х годах возглавлявшая проект по защите прав женщин (англ. Women’s Rights Project, WRP), входивший в Американский союз защиты гражданских свобод (ACLU), боролась с дискриминацией мужчин на основе антистереотипизационного принципа (англ. anti-stereotyping principle), основанного на том, что государство не должно руководствоваться или укреплять традиционные представления о ролях мужчин и женщин. Некоторые феминистские исследователи критиковали Гинзбург за слишком узкий и формальный подход к равенству. В своей критике они приравнивали мужчин, подававших иски против их дискриминации, к белым, которые выступали за применение принципа расового дальтонизма (англ. color blindness) и антиклассификационного подхода в судах, чтобы защитить существовавшую расовую иерархию в рамках консервативной реакции. В то же время Кэтрин Маккиннон выступала против сравнений случаев дискриминации мужчин с заявлениями белых о проявлении по отношению к ним расизма, которого в действительности не было. Юрист и феминистка Нэнси Левит отмечала, что любая дискриминация мужчин не может не наносить вреда женщинам.
Феминистский вклад в улучшение положения мужчин неоднозначен в связи с неоднородностью феминизма. Например, некоторые феминистские группы добились отмены сексистских законов, согласно которым мужчина не может быть жертвой изнасилования с правовой точки зрения, пока другие, напротив, блокируют попытки отмен таких законов. Ряд феминисток выступает за реформы, при которых боевые обязанности, опасную и вредную работу могут выполнять не только мужчины, но и женщины. Помимо того, в СССР феминистки в период перестройки первыми обратили внимание на дискриминацию мужчин, которую они рассматривали как следствие гендерной поляризации советского общества. Другие феминистки прибегают к блокадам для противодействия распространению информации о мужских жертвах домашнего насилия или петициям против гендерно-нейтрального финансирования служб по борьбе с домашним насилием для женщин и мужчин. Некоторые феминистки использовали насилие даже против других женщин-феминисток и их семей ради подрыва их маскулистского активизма.
Часть феминисток считает мизандрию в ответ на жестокое обращение с женщинами оправданной, полагая, что хорошее отношение к мужчинам мешает добиться социальных изменений для женщин; однако феминизм в целом не является мизандричным движением. Идея о том, что феминизм может быть частично ответствен за дискриминацию мужчин или связан с мужененавистничеством, утверждается такими исследователями, поддерживающими права мужчин и маскулизм, как Уоррен Фаррелл и Кристина Хофф Соммерс, или даже пропагандируется в таких группах маносферы, как движение за права мужчин и движение за права отцов. Некоторые группы некорректно объясняют случаи дискриминации мужчин антифеминистскими теориями заговора.